# 頂安里 (臺中市)
頂安里，得名自境內聚落「頂大安」，前身「頂安村」，位於臺灣臺中市大安區最北端，大安溪出海口南側，北以大安溪與大甲區建興里相界，東鄰大甲區江南里，南以第一大排與永安里相隔，西鄰臺灣海峽。全里人口計有950人，人口密度每平方公里有339人，為大安區人口最少、人口密度最低的里。

## 歷史
頂安里得名自境內聚落「頂大安」，因其位於下大安（今永安里）北方，故名。日治時期，1901年，頂安里屬大甲支廳大安區，一部分屬田心仔庄，一部分屬頂大安庄，一部份則屬三十甲庄。至1920年起，隸屬大安，分為田心子、頂大安、三十甲等3個大字。1945年，合併3個大字設立「頂安村」。2010年12月25日配合臺中縣市合併，臺中縣大安鄉頂安村改制為臺中市大安區「頂安里」。

## 地理
頂安里位於大安區最北端，北以大安溪與大甲區建興里相界，東鄰大甲區江南里，南以第一大排與永安里相隔，西鄰臺灣海峽。行政區域呈東西狹長型，東西長約5公里，南北寬約1.5公里。全里為大安溪沖積扇的一部份，境內地勢平緩，東高西低。
頂安里居民主要姓氏有卓姓、葉姓、周姓。

## 政治

### 歷任首長
頂安村村長（中華民國接管臺灣後初期）
| 任次 | 姓名 | 上任日期       | 卸任日期      | 備註 |
| ---- | ---- | -------------- | ------------- | ---- |
| 1    | 林南 | 1945年12月14日 | 1946年2月25日 |      |

頂安村村長（民選）
| 任次 | 姓名   | 黨籍       | 上任日期       | 卸任日期       | 備註     |
| ---- | ------ | ---------- | -------------- | -------------- | -------- |
| 1    | 易進興 |            | 1946年2月26日  | 1948年3月25日  | 民選首任 |
| 2    | 柯新登 |            | 1948年3月26日  | 1950年9月30日  |          |
| 3    | 張萬居 |            | 1950年10月1日  | 1952年12月13日 |          |
| 4    | 葉臨   |            | 1952年12月14日 | 1955年4月16日  |          |
| 5    | 葉臨   |            | 1955年4月17日  | 1958年4月26日  |          |
| 6    | 葉臨   |            | 1958年4月27日  | 1961年4月22日  |          |
| 7    | 葉臨   |            | 1961年4月23日  | 1965年5月1日   |          |
| 8    | 周山能 |            | 1965年5月2日   | 1969年5月31日  |          |
| 9    | 周山能 |            | 1969年6月1日   | 1974年7月29日  |          |
| 10   | 劉漢卿 |            | 1974年7月30日  | 1978年7月31日  |          |
| 11   | 黃金陣 |            | 1978年8月1日   | 1982年7月31日  |          |
| 12   | 黃金陣 |            | 1982年8月1日   | 1986年7月31日  |          |
| 13   | 黃金陣 |            | 1986年8月1日   | 1990年7月31日  |          |
| 14   | 黃金陣 | 中國國民黨 | 1990年8月1日   | 1994年7月31日  |          |
| 15   | 黃金陣 | 中國國民黨 | 1994年8月1日   | 1995年6月23日  | 任內死亡 |
| 15   | 周欣   |            | 1995年6月24日  | 1998年7月31日  |          |
| 16   | 周欣   | 無黨籍     | 1998年8月1日   | 2002年7月31日  |          |
| 17   | 莊方臨 | 無黨籍     | 2002年8月1日   | 2006年7月31日  |          |
| 18   | 何富川 | 無黨籍     | 2006年8月1日   | 2010年12月24日 |          |

頂安里里長（民選）
| 任次 | 姓名   | 黨籍   | 上任日期       | 卸任日期       | 備註 |
| ---- | ------ | ------ | -------------- | -------------- | ---- |
| 1    | 陳麗涓 | 無黨籍 | 2010年12月25日 | 2014年12月24日 |      |
| 2    | 陳麗涓 | 無黨籍 | 2014年12月25日 | 2018年12月24日 |      |
| 3    | 陳麗涓 | 無黨籍 | 2018年12月25日 | 2022年12月24日 |      |
| 4    | 陳麗涓 | 無黨籍 | 2022年12月25日 |                | 現任 |

## 經濟
頂安里的經濟產業主要為養鴨業及沿海捕魚業，主要農作物則有水稻、西瓜、青蔥、茭白筍、落花生、芋頭等，此外由於大安溪中有較多砂石等資源，故有部分砂石採礦業者於頂安里設廠。

## 文化
- 鎮安宮
- 安田祠
- 萬靈媽廟

## 教育
頂安里境內並無任何國民中小學的設立。在國中學區劃分上，頂安里全境皆屬於大安國中的學區範圍；在國小學區劃分上，頂安里1至5鄰屬於永安國小的學區範圍，6至8鄰則屬於海墘國小的學區範圍。

## 交通

### 公車
臺中市市區公車行經頂安里的路線有172路（大甲至福住里），提供當地居民搭乘及轉乘之用。

### 公路
- 台61線[18]
- 中7線：中山北路
- 中9線：南北七路

### 公共自行車
- 臺中市公共自行車租賃系統
  - 頂安社區
  - 東西二路51巷